# 바바라 윌리엄스
바바라 윌리엄스(Barbara Williams, 1953년 1월 1일 ~ )는 캐나다의 배우, 가수, 영화배우이다.
밴쿠버섬에서 태어났다.

## 영화
- 엔젤스 크레스트 (2011년) - 신디의 어머니 역
- 플래시포워드 (2009년)
- 리틀 체니어 (2006년)
- 퍼펙트 파이 (2002년)
- 로스트 걸 (2000년)
- 러브 컴 다운 (2000년)
- 블러드 레인 (1998년)
- 크리펜도프 종족 (1998년)
- 뉴욕 캅 (1998년)
- 네이키드 시티 (1998년)
- 악의 꽃 (1997년)
- 패밀리 캅스 (1995년)
- 스트립퍼 배심원 (1995년)
- 탐정 스펜서 - 왕과 여왕 (1994년)
- 디거 (1993년)
- 탐정 스펜서 - 세러모니 (1993년)
- 콰이어트 킬러 (1992년)
- 황홀한 비밀 (1992년)
- 키퍼 오브 더 시티 (1991년)
- 꿈꾸는 도시 (1991년)
- 특급 공작 (1990년)
- 워쳐스 대습격 (1988년)
- 조 조 댄서, 너의 인생이 부른다 (1986년) - 돈 역
- 씨프 하트 (1984년)